# 伏河乡
伏河乡，是中华人民共和国四川省遂宁市射洪市曾经下辖的一个乡。2019年9月，撤销伏河乡，将其所属行政区域划归复兴镇管辖。

## 行政区划
伏河乡撤销前下辖以下地区：
街道社区、铧头村、胡桥村、罐沟村、桂花村、桥楼村、新齐村、红花村和金竹村。